# Список рек Мексики

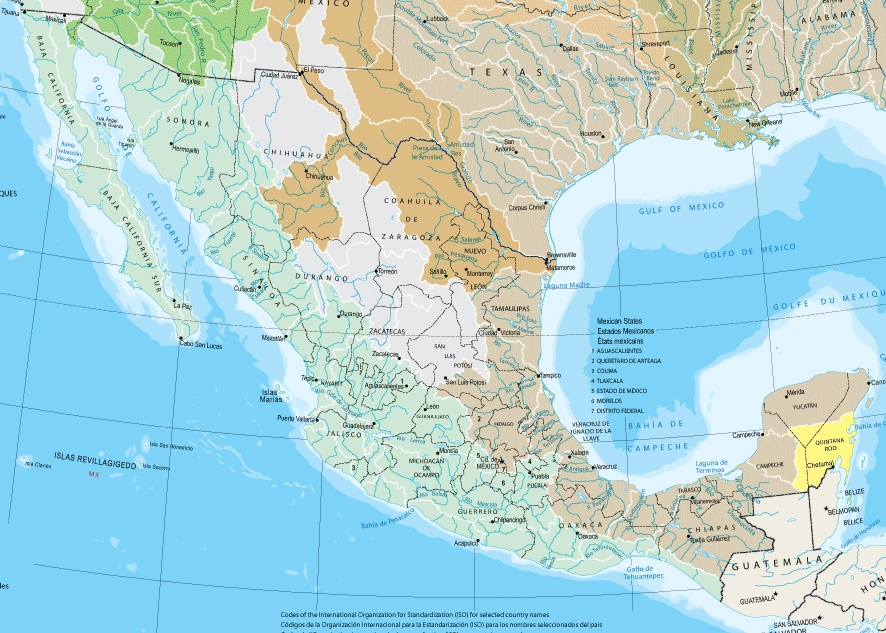
Речные бассейны в Мексике: голубой — бассейн Тихого океана, ярко-коричневый — бассейн Рио-Браво-дель-Норте, бледно-коричневый — остальной бассейн Мексиканского залива, а жёлтый — Карибского моря. Серым цветом отмечены внутренние (бессточные) бассейны.

Список рек, протекающих по территории Мексики. С запада Мексику омывает Тихий океан, а с востока — воды Мексиканского залива и Карибского моря. Некоторые реки принадлежат к бессточным областям. Реки перечислены с севера на юг, в скобках даны их другие называния.

## Бассейн Мексиканского залива

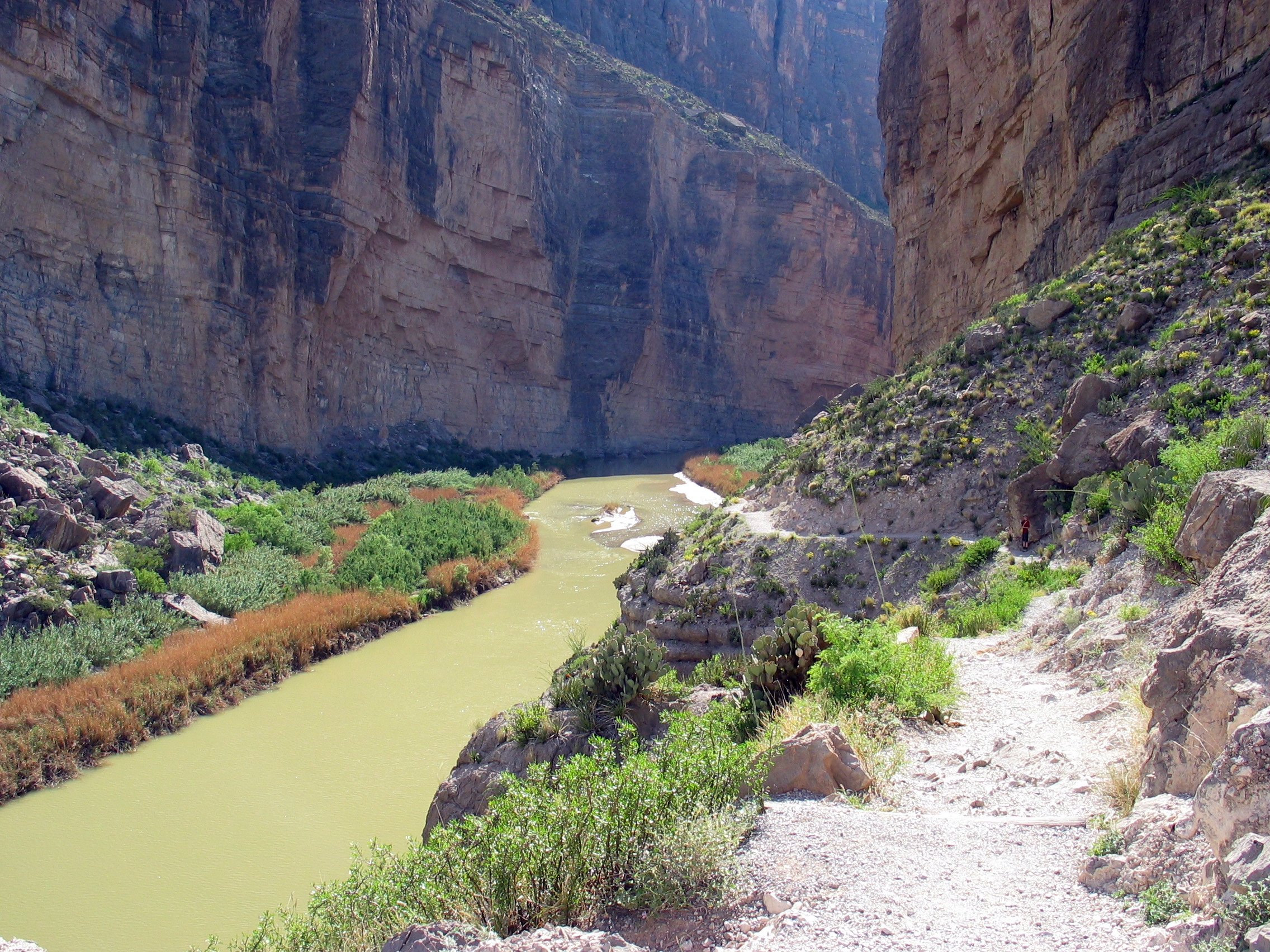
Рио-Браво-дель-Норте, каньон Санта-Елена

- Рио-Браво-дель-Норте (Рио-Гранде) — пограничная с США река
  - Сан-Хуан
    - Пескерия
      - Салинас

  - Рио-Саладо
    - Сабинас-Идальго
    - Кандела
    - Сабинас

  - Кончос
    - Чувискар
      - Сакраменто

    - Сан-Педро
    - Флоридо
      - Парраль

    - Бальеса (Сан-Хуан)

- Сан-Фернандо (Кончос)
- Сото-ла-Марина
  - Пурификасьон

- Пануко
  - Тамеси (Гуаялехо)
  - Чикаян
  - Санта-Мария (Тамуин, Тампоан)
    - Рио-Верде

  - Моктесума
    - Темпоаль
    - Амахак
    - Эсторас
    - Тула
- Туспан
  - Пантепек
  - Винаско
- Касонес
- Некаха
- Наутла
  - Бобос
- Актопан
- Антигуа (Пескадос)
- Хамапа
  - Котастла (Атояк)

- Папалоапан
  - Сан-Хуан
    - Лалана
    - Тринидад

  - Тесечоакан
    - Плая-Висенте

  - Тонто
    - Амапа

  - Санто-Доминго (река
    - Саладо (Сапотитлан)
    - Рио-Гранде (река в Оахаке

  - Валье-Насьональ
- Коацакоалькос
  - Успанапа
  - Хальтепек
  - Сарабия
  - Эль-Корте
- Тонала (Педрегаль)

- Грихальва (Табаско, Чьяпа)
  - Усумасинта

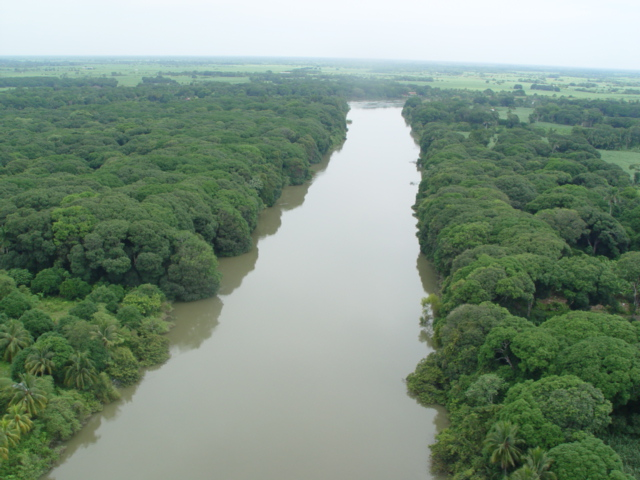
Река Папалоапан в штате Веракрус

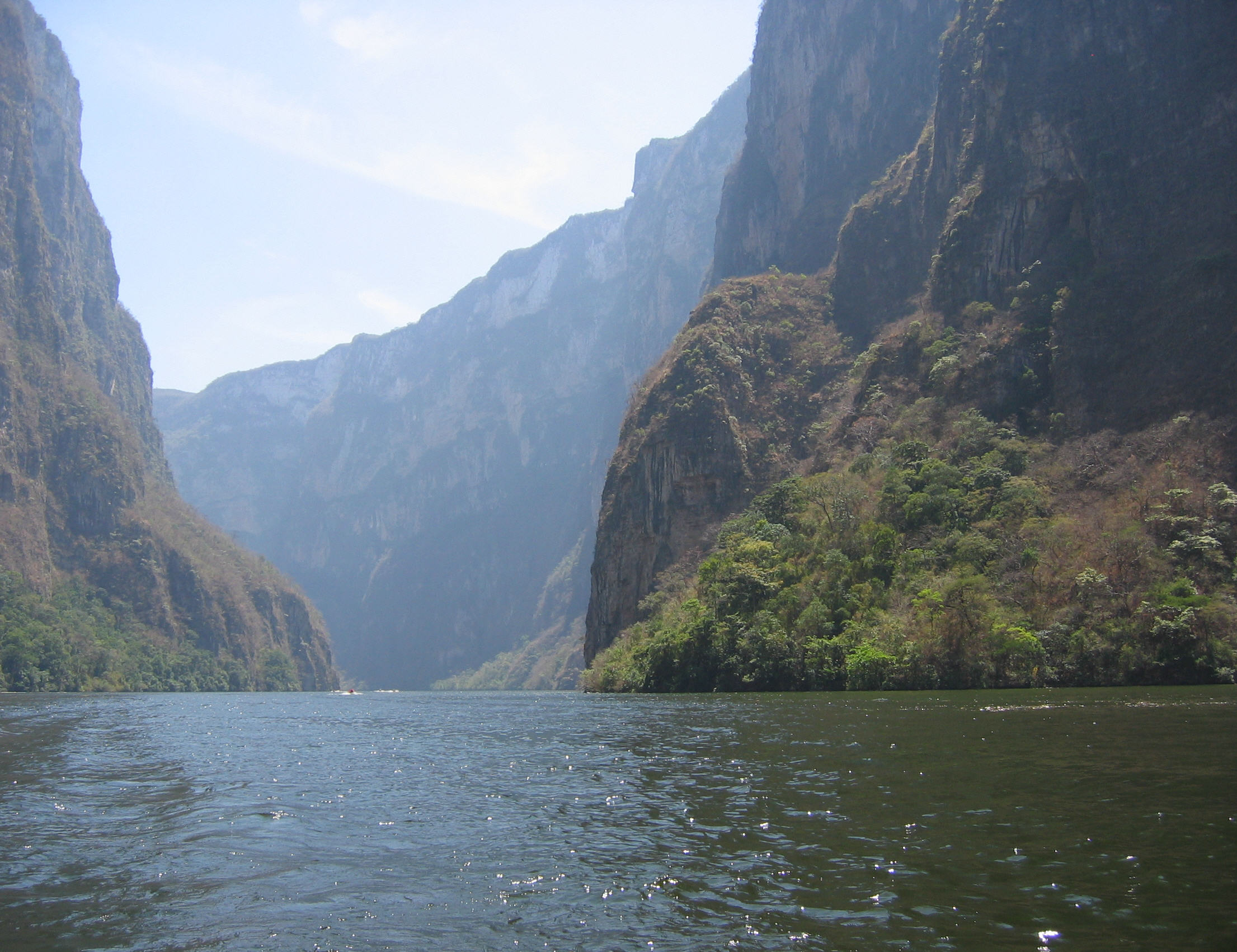
Река Грихальва, каньон Сумидеро

    - Сан-Педро-и-Сан-Пабло (рукав реки)
    - Сан-Педро
    - Лакантун
      - Хатате

    - Чихой (Салинас)

  - Тулиха
  - Чилапа
  - Такотальпа
    - Теапа

  - Ла-Вента
    - Энкахонадо

  - Сучьяпа
  - Санто-Доминго
  - Куилько
- Канделария
- Чампотон

## Бассейн Карибского моря
- Рио-Ондо — впадает в бухту Четумаль
  - Блу-Крик[уточнить]

## Бассейн Тихого океана
- Тихуана
  - Лас-Пальмас
- Сан-Висенте
- Сан-Антонио
- Дель-Росарио
- Сан-Андрес
- Соледад
- Арройо-Саладо

- Колорадо
  - Арди

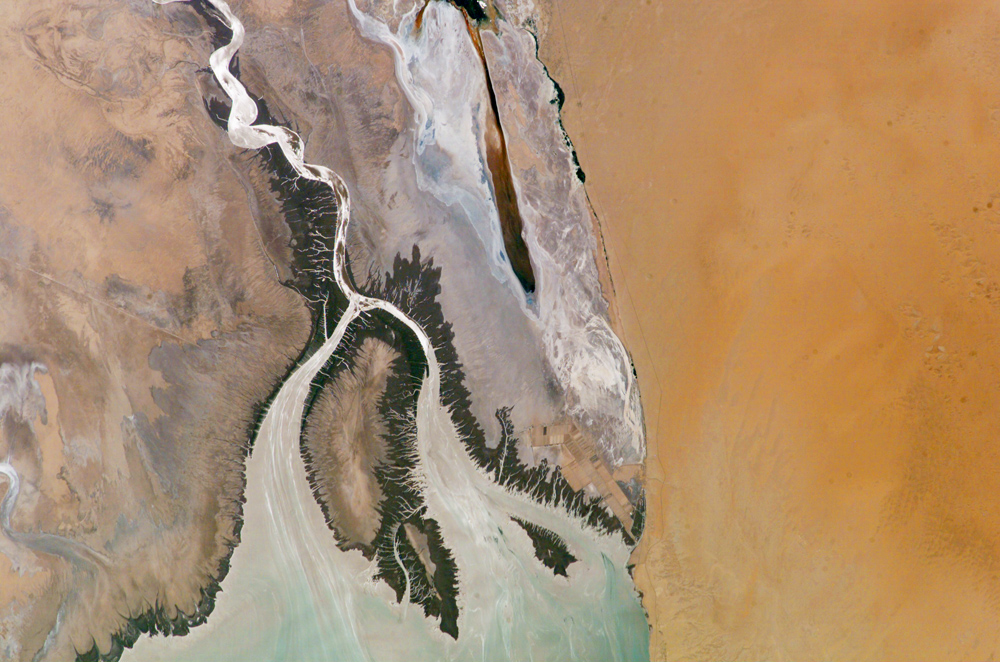
Спутниковый снимок дельты реки Колорадо, с восточной стороны — пески пустыни Алтар.

  - Хила — протекает по территории США
    - Санта-Круз — исток находится в США, протекает дугой по территории Мексики, возвращается назад в США
    - Сан-Педро — исток в Мексике
- Сонойта
- Магдалена (Концепсьон)
  - Альтар
- Сонора
  - Сан-Мигель (Оркаситас)
- Матапе (Малапо)
- Яки
  - Моктесума
  - Сауарипа
  - Бависпе (Бависке)
  - Арос
    - Мулатос
    - Тутуака
    - Сирупа
      - Томочик
      - Папигочик
- Майо

- Рио-Фуэрте
  - Отерос
  - Урике
    - Рио-Верде
- Синалоа (Моинора)
- Кульякан
  - Умая
  - Тамасула
- Сан-Лоренсо
- Пьястла
  - Элота
- Пресидио
- Балуарте
- Каньяс
- Акапонета
- Сан-Педро-Мескиталь
  - Анимас

- Рио-Гранде-де-Сантьяго
  - Мололоа
  - Уайнамота (Хесус-Мария)
    - Атенго

  - Боланьос
    - Колотлан
      - Херес

    - Мескитик

  - Хучипила
    - Кальвильо

  - Рио-Верде (Сан-Педро)
    - Лос-Лагос

  - Кальдерон

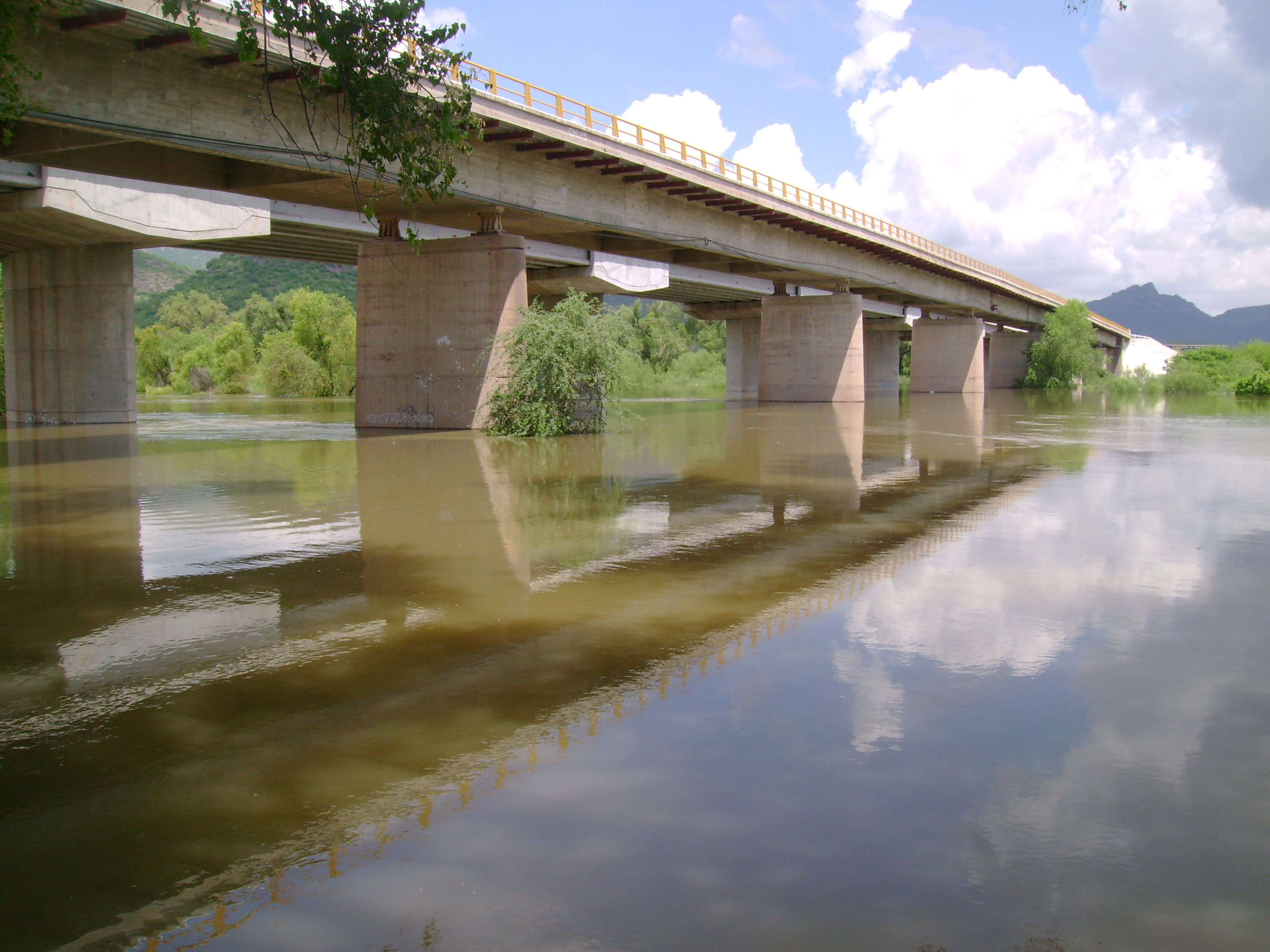
Паводок на реке Рио-Фуэрте

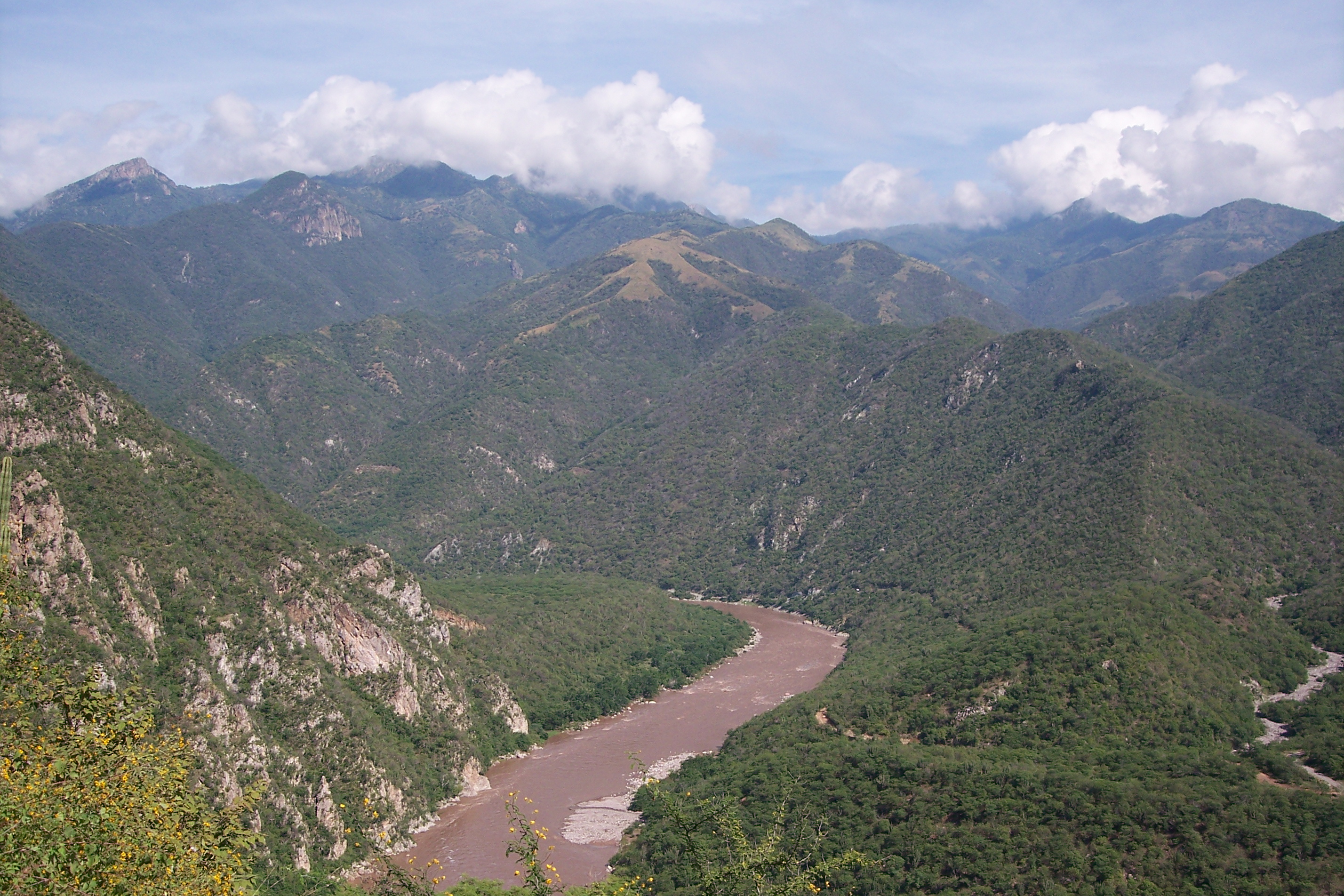
Рио-Гранде-де-Сантьяго прокладывает свой путь через хребет Западная Сьерра-Мадре.

  - озеро Чапала — в него впадают несколько рек:

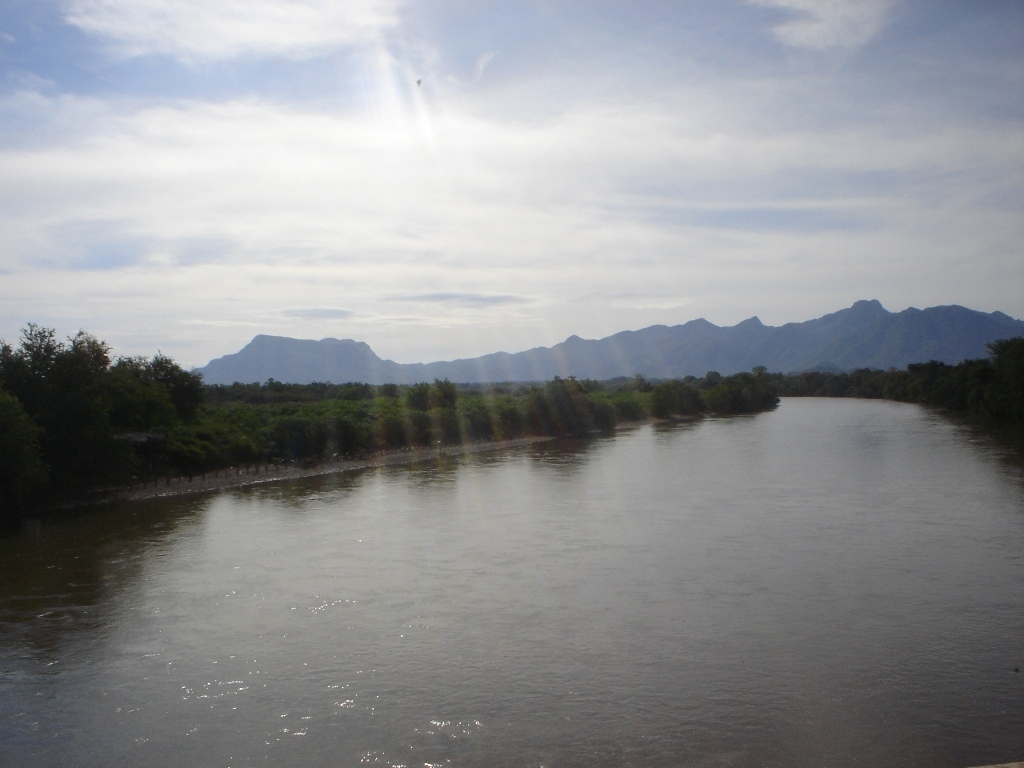
Река Бальсас недалено от Коюка-де-Каталан, штат Герреро.

    - Лерма
      - Турбио
      - Гуанахуато
      - Апасео
        - Лаха

    - Сула
    - Уарача
    - Дуэро
- Амека
  - Маскота
  - Атенгильо
  - Ремус
- Томатлан
- Сан-Николас
- Пурификасьон
- Чакала (Сиуатлан)
- Армерия (Аюкуила, Аютла)
- Туспан (Коауаяна)
- Коалькоман
- Агилилья

- Бальсас (Мецкала, Атояк)
  - Тепалькатепек (Рио-Гранде)
    - Купатицио (Дель-Маркес)

  - Рио-дель-Оро
  - Куцамала
    - Истапан
    - Темаскальтепек
    - Бехукос

  - Амакусак
    - Яутепек

  - Тлапанеко
  - Нехапа
  - Мистеко
    - Акатлан

  - Сан-Мартин
  - Сауапан
- Атояк
- Папагайо
  - Омитлан
- Ометепек
  - Кецала
- Атояк (Рио-Верде)
  - Сордо
    - Атоякильо (Путла)
- Колотепек
- Копалита
- Теуантепек (Кечапа)
  - Текисистлан
- Сучьяте

## Бессточные бассейны
- Нью-Ривер течёт в Солтон-Си.

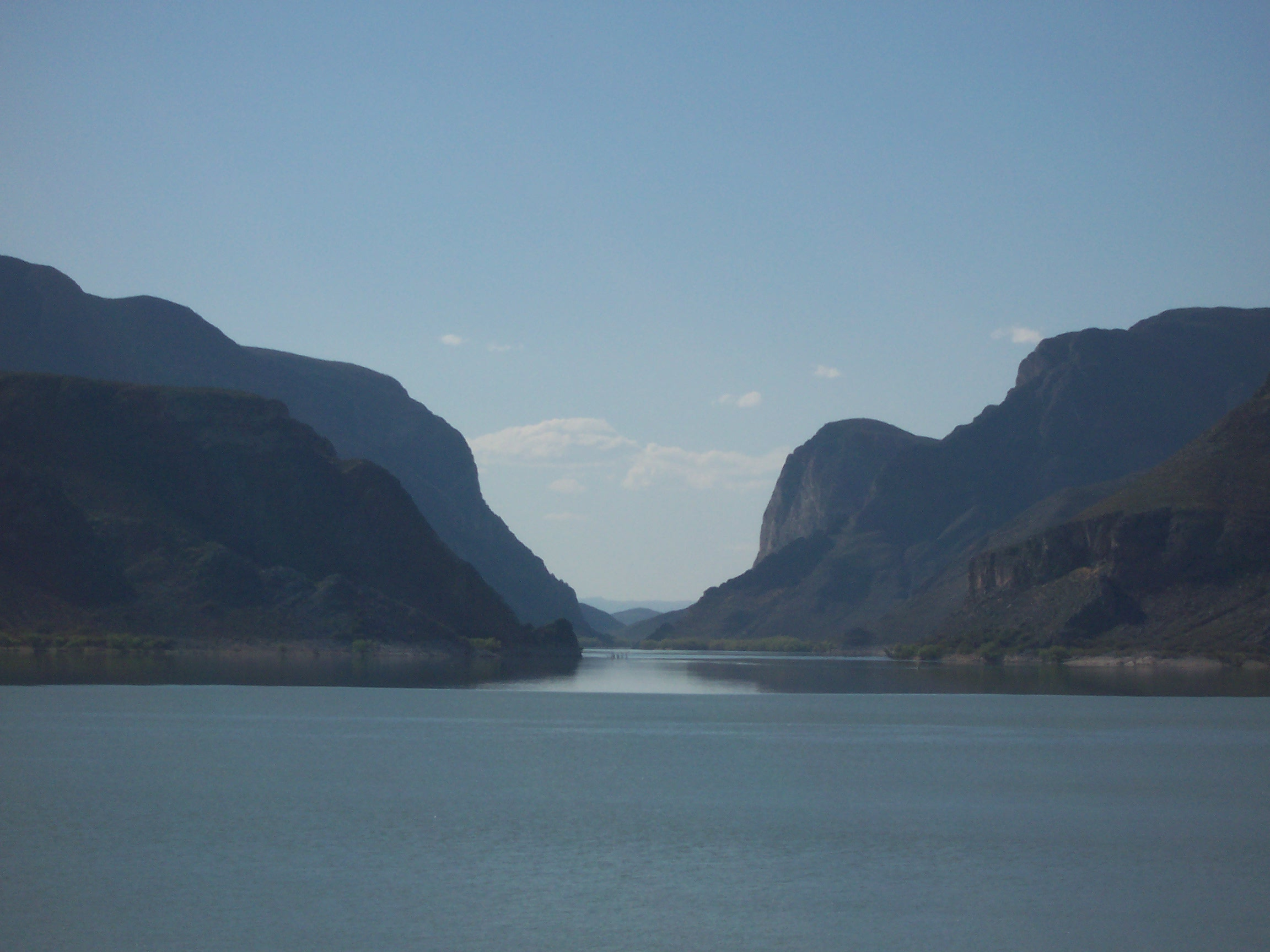
Плотина Франциско-Зарко на реке Рио-дель-Оро.

Бессточный бассейн северного Чиуауа:
- Касас-Грандес
- Санта-Мария
- Кармен (Санта-Клара)

Бессточный бассейн Больсон-де-Мапими:
- Агуанаваль
  - Трухильо
- Рио-дель-Оро (Насас)
  - Сестин
  - Рамос (Сантьяго)
    - Тепеуанес